# Ito Ōgure
Ito Ōgure (大暮維人, Ōgure Ito) nacido el 22 de febrero de 1972 en Hyūga, Japón, más conocido como su seudónimo Oh! Great, es un mangaka reconocido por crear las series Tenjō Tenge y Air Gear.

## Biografía
Empezó dibujando dōjinshis de corte hentai a mediados de los años 90s. Una de sus historias más conocidas es September Kiss. Pero fue Tenjho Tenge: Del Cielo al Infierno, con la que se dio a conocer tanto en Japón como en el resto del mundo. Fue publicado entre 1997 y 2010, por la editorial Shūeisha en la revista Ultra Jump. Además se produjo una serie de anime en 2004 por el estudio Madhouse basado en este manga. Su otro gran éxito, Air Gear, fue publicado en la revista semanal Shōnen Magazine de Kodansha entre 2002 y 2012, y fue adaptado al anime en 2006 por Toei Animation. En la actualidad Ōgure dibuja la serie Biorg Trinity, escrita por Ōtarō Maijō.
Su dibujo se destaca por ser limpio y muy expresivo, aunque lo más característico son sus chicas, y las escenas ecchi que abundan en sus trabajos, claramente influido por sus anteriores trabajos en el género hentai, aunque las historias fueran dirigidas a un público más juvenil.
Su seudónimo viene de un juego de palabras: su nombre, escrito en el orden japonés (apellido antes que nombre de pila) se escribe Ōgure Ito, que se asemeja a la pronunciación de Oh Great.

## Trabajos
- Engine Room (エンジンルーム) (1996)
- Burn-Up Excess & W -Kōbou no Kizuna- (バーンナップエクセス＆ダブリュー　光芒の絆) (1996)
- Five (Oh! Great) (1997)
- Tenjō Tenge (天上天下) (1997)
- Himiko Den ~Koikai~ Gakumo no Akira (火魅子伝～恋解～ 臥雲の章) (1998)
- Majin Devil~ (魔人～ＤＥＶＩＬ～) (1999)
- G-cube (2001)
- Silky Whip (2002)
- Air Gear (エア・ギア) (2002)
- Naked Star (2004)
- Biorg Trinity (2012)
- Bakemonogatari (2018)